# Кундуз (провинция)
Кундуз е провинция в североизточен Афганистан с площ 8040 км² и население 820 000 души (2002). Административен център е град Кундуз.

## Административно деление
Провинцията се поделя на 7 общини.